# Lemurphthirus galagus
Lemurphthirus galagus – gatunek wszy z rodziny Polyplacidae, pasożytujący  na małpiatkach: Galago moholi, Galago senegalski (Galago senegalensis), Galago Demidoffa (Galago demidoff syn. Galagoides demidovii). Powoduje wszawicę.
Samica wielkości 1,75-2,0 mm posiada bardzo szeroką głowę z odchylonymi do tyłu antenami, samiec wielkości 1,25 mm. Wszy te mają ciało silnie spłaszczone grzbietowo-brzusznie, wydłużone. Przednia para nóg jest wyraźnie mniejsza i słabsza, zakończona słabym pazurem. Samica składa jaja zwane gnidami, które są mocowane specjalnym "cementem" u nasady włosa nosiciela. Rozwój osobniczy po wykluciu się z jaja około trwa 14 dni i występują w nim 3 stadia larwalne; larwy od osobników dorosłych różnią się tylko wielkością.
Wesz ta pasożytuje na skórze. Żywi się krwią, którą ssie 2–3 razy dziennie. Występuje na terenie Afryki w Kongo, Dahomeju, Namibii, Zairze.